# Egernia mcpheei
Egernia mcpheei är en ödleart som beskrevs av  Wells och WELLINGTON 1984. Egernia mcpheei ingår i släktet Egernia och familjen skinkar. Inga underarter finns listade i Catalogue of Life.